# Thamnium quintasii
Thamnium quintasii là một loài Rêu trong họ Neckeraceae. Loài này được (Broth.) Kindb. miêu tả khoa học đầu tiên năm 1902.